# Dryopteris muenchii
Dryopteris muenchii är en träjonväxtart som beskrevs av Alan Reid Smith. Dryopteris muenchii ingår i släktet Dryopteris och familjen Dryopteridaceae. Inga underarter finns listade.